# CSI: Kryminalne zagadki Nowego Jorku
CSI: Kryminalne zagadki Nowego Jorku (ang. CSI: NY) – amerykański serial telewizyjny o policjantach z laboratorium kryminalistycznego w Nowym Jorku, emitowany od 22 września 2004 r. do 22 lutego 2013 r. przez telewizję CBS. To drugi spin-off serialu Kryminalne zagadki Las Vegas, wprowadzony w jednym z odcinków drugiego sezonu pierwszego spin-offu – Kryminalnych zagadek Miami.
Dziesiątego maja 2013 stacja CBS postanowiła zakończyć emisję serialu po dziewięciu sezonach.

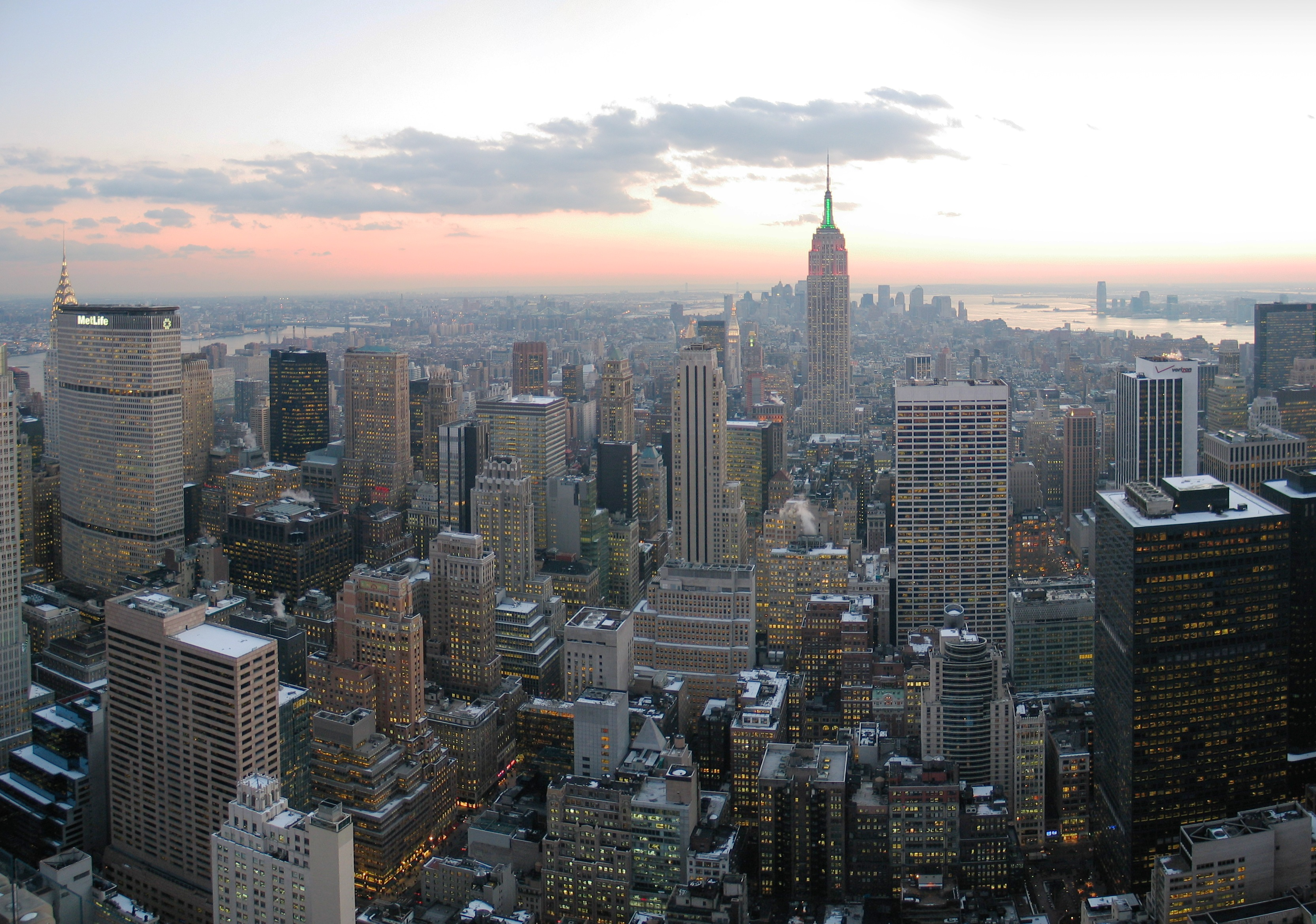
Panorama Nowego Jorku

## Opis
Kryminalne zagadki Nowego Jorku, czyli spin-offem popularnych w Stanach seriali CSI: Kryminalne zagadki Las Vegas i CSI: Kryminalne zagadki Miami. Opowiada on o pracy policjantów z Nowego Jorku. Na czele grupy stoi detektyw Mac Taylor (w tej roli Gary Sinise), szef laboratorium kryminalistycznego. Wraz z pozostałymi członkami laboratorium, opierając się na znalezionych na miejscu zbrodni dowodach, prowadzi dochodzenia w sprawach kryminalnych, od porwań do morderstw.

## Charakterystyka występów bohaterów
| Det. Mac Taylor         | Gary Sinise        | Szef Śledczy CSI Poziom 3             | Główna | Główna    | Główna    | Główna    | Główna | Główna | Główna | Główna | Główna |
| Det. Jo Danville        | Sela Ward          | Asystent Szefa Śledczego CSI Poziom 3 |        |           |           |           |        |        | Główna | Główna | Główna |
| Det. Danny Messer       | Carmine Giovinazzo | Śledczy CSI Poziom 3                  | Główna | Główna    | Główna    | Główna    | Główna | Główna | Główna | Główna | Główna |
| Det. Lindsay Messer     | Anna Belknap       | Śledczy CSI Poziom 3                  |        | Główna    | Główna    | Główna    | Główna | Główna | Główna | Główna | Główna |
| Dr. Sid Hammerback      | Robert Joy         | Koroner                               |        | Gościnnie | Gościnnie | Gościnnie | Główna | Główna | Główna | Główna | Główna |
| Adam Ross               | Aaron John Buckley | Technik Laboratoryjny                 |        | Gościnnie | Gościnnie | Gościnnie | Główna | Główna | Główna | Główna | Główna |
| Det. Dr. Sheldon Hawkes | Hill Harper        | Śledczy CSI Poziom 2                  | Główna | Główna    | Główna    | Główna    | Główna | Główna | Główna | Główna | Główna |
| Det. Don Flack          | Eddie Cahill       | Śledczy Wydział Zabójstw              | Główna | Główna    | Główna    | Główna    | Główna | Główna | Główna | Główna | Główna |
| Det. Aiden Burn         | Vanessa Ferlito    | Śledczy Poziom 2                      | Główna | Gościnnie |           |           |        |        |        |        |        |
| Det. Stella Bonasera    | Melina Kanakaredes | Asystent Szefa Śledczego CSI Poziom 3 | Główna | Główna    | Główna    | Główna    | Główna | Główna |        |        |        |

W mniejszych rolach i epizodach wystąpili m.in.: Edward Furlong, Julia Ormond, Mädchen Amick, Peter Fonda, Rob Morrow, Tony Amendola, David Caruso, Marlee Matlin, Jodi Lyn O’Keefe, Mia Sara, Robert Picardo, Laurence Fishburne, Mare Winningham, John Billingsley, Meghan Markle, Edward James Olmos, Bruce Dern, Edward Asner, Charles S. Dutton, Bill Smitrovich, Penelope Ann Miller, Michael Clarke Duncan, Ian Ziering, Jake Busey oraz piosenkarka Nelly Furtado, tenisista John McEnroe, celebrytka Kim Kardashian i grupa Maroon 5.

## Postacie

### Główne postacie

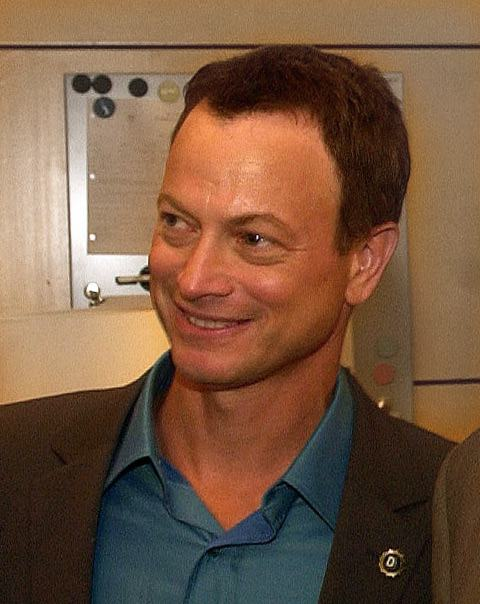
Gary Sinise jako Mac Taylor

- Detektyw Mac Taylor – w tej roli Gary Sinise (sezon 1 – 9), były żołnierz Piechoty Morskiej, aktualnie szef laboratorium. Wdowiec, jego żona zginęła w zamachu na World Trade Center. Wyznaje zasadę, że „wszystko jest połączone”. W 3 serii jest w związku z panią koroner Peyton Driscoll. Ukrywa to jednak, bo nie jest jeszcze gotowy do poważnych postanowień. Na początku serii 4 jest prześladowany przez człowieka, który dzwoni do niego zawsze o godzinie 3:33 rano. Mac odkrywa, że prześladowcą jest brat jego przyjaciela z dzieciństwa, który obwiniał Maca za śmierć członka jego rodziny. W finale serii 4 zostaje wzięty jako zakładnik po napadzie na bank. W najnowszych odcinkach FBI podejrzewa go o w kradzież dowodu, który w niewłaściwych rękach może zniszczyć karierę osób na wysokich stanowiskach. W 23. odcinku 5. sezonu (Greater Good) zostaje ojcem chrzestnym dziecka Danny’ego i Lindsay. W 6 serii Mac poznaje sympatyczną lekarkę – Aubrey. Wszystko zmierza ku temu, by Mac i Aubrey byli razem. Jednak pod koniec 6 serii wraca Peyton i burzy spokój Maca. Producenci zapowiadają, że sugestie widzów zdecydują o tym, którą z kobiet wybierze det. Taylor.
- Detektyw Josephine (Jo) Danville – w  tej roli Sela Ward, pojawia się w siódmym sezonie serialu. Przybyła do Nowego Jorku z Virginii. Wcześniej pracowała w FBI. Specjalizuje się w dowodach DNA. Wyznaje zasadę: „Wszyscy są niewinni, dopóki nauka nie udowodni, że jest inaczej”. Posiada wielkie doświadczenie w sprawach psychologii. Ma syna w studenckim wieku, Tylera, z jej poprzedniego małżeństwa, w którym jej mężem był agent FBI, Russ Josephson – grany przez aktora Davida Jamesa Elliotta (pojawia się w kilku odcinkach CSI: NY). Wychowuje również (już samotnie) córkę – Ellie, którą adoptowała zaraz pod rozwodzie z Elliottem.
- Detektyw Danny Messer – w tej roli Carmine Giovinazzo – został osobiście wybrany do tej pracy przez Maca i jest również uważany za jedną z najbardziej skomplikowanych postaci w serialu. Z powodu swojego gwałtownego charakteru miewa często kłopoty. Jego brat jest gangsterem. Zadurzony w Lindsay Monroe, która odrzuca go, tłumacząc swą decyzję tym, że  nie łączy się pracy i uczuć, oraz tym, że musi zakończyć pewną sprawę, o której myślała, że ma już ją za sobą. Okazuje się, że ta sprawa to proces w Montanie, a ona jest jedynym świadkiem masakry sprzed wielu lat. Po procesie, w finale sezonu 3, Danny spędza z nią noc, a potem zastępuje ją na jej zmianie i zostaje zakładnikiem gangsterów. W serii 4, po śmierci syna sąsiadki, odrzuca Lindsay (odcinki 11 – 16, seria 4); zdaje sobie jednak sprawę z tego błędu i chce, aby ona do niego wróciła (odcinek 19, Personal Foul). W sezonie 5 dowiaduje się, że zostanie ojcem (odcinek 9, The Box) oraz oświadcza się Lindsay, która nie przyjmuje oświadczyn twierdząc, że to nie jest właściwy moment (odcinek 10, The Triangle). W odcinku 17 serii piątej (Green Piece) mówi Lindsay, że się zmieni, jeśli ona będzie tego chciała – i ponownie prosi ją o rękę, po czym się pobierają. W odcinku 19. serii 5. Danny rozmyśla nad odpowiednim imieniem dla dziecka (m.in. Louie, Clemenza, Alfonse, Kurt, Cosmo) jest bowiem przekonany, że urodzi im się syn. W końcu odcinka Lindsay przekazuje mu zaskakującą wiadomość – badania wykazały, że to dziewczynka. W odcinku 5x22 (Yahrzeit) zostaje zawieszony na 2 tygodnie po tym, jak pobił podejrzanego (neonazistę), który groził w jego obecności Hawkesowi.  W odcinku 5x23 (Greater Good) Lindsay rodzi zdrową córeczkę. Danny traci czucie w nogach po akcji w ostatnim odcinku 5 sezonu. W szóstym jeździ na wózku, ale tylko do 5 odcinka 6 serii. Potem chodzi już o własnych siłach. W 6 serii na nowo wypływa sprawa Shane’a Caseya, którą prowadził Danny. Mężczyzna ucieka z więzienia i prześladuje Danny’ego oraz jego rodzinę. W finale sezonu próbuje zabić Danny’ego, jednak spada w przepaść. Jak się okazuje w scenie finałowej – Casey nie zginął. Pojawia się w mieszkaniu Messerów i burzy ich spokój.
- Dr. Sheldon Hawkes – w tej roli Hill Harper, niezwykle zdolny lekarz pracujący jako koroner (seria 1) współpracujący z CSI. W serii 2 złożył podanie i został przyjęty do pracy w laboratorium. Jako genialne dziecko, studia skończył w wieku 18 lat. W serii 3 oskarżony o morderstwo (odcinek 11, Raising Shane), ze wszystkich zarzutów został jednak oczyszczony. W sezonie 5 zostaje poproszony przez dawnego przyjaciela o zmodyfikowanie dowodów, które mogłyby obciążyć jego ojca. Kiedy Sheldon odmawia, przyjaciel wynajmuje kilku mężczyzn, by go dotkliwie pobili (odcinek 4). Kilka odcinków później, podczas śledztwa odkrywa powiązanie między zabójcą a gwałcicielem jego byłej dziewczyny i zostaje przez Maca odsunięty od sprawy (odcinek 12, Help). W odcinku Yahrzeit dowiaduje się, że jego wuj Frank, który zawsze był dla niego wzorem, zmarł. Chce jechać na pogrzeb, wraca do laboratorium po tym, jak zostaje poinformowany o opóźnieniu samolotu. Razem z Dannym udaje się na przesłuchanie podejrzanego, który mu grozi. W szóstym sezonie pracuje jako wolontariusz w CP. W odcinku 6x06 przechodzi załamanie nerwowe, ponieważ odmówił pomocy lekko rannemu mężczyźnie, a ten zmarł. W finale tego odcinka jego przyjaciele dowiadują się o kłopotach, jakie spadły na głowę Sheldona w ostatnim czasie. Mac proponuje mu mieszkanie, dopóki sam nie stanie na nogi. W odcinku 6x19 ma być świadkiem egzekucji mordercy swojej siostry, Mai. Podczas wykonania wyroku ginie strażnik i wszystkie cele zostają otwarte. Jedyną osobą, której w tej chwili Sheldon może zaufać, jest zabójca Mai. Na domiar złego, obaj zostają zamknięci w celi Shane’a Caseya, który wykorzystując tumult, ma zamiar uciec z więzienia przy pomocy odznaki Danny’ego.
- Detektyw Don Flack – w tej roli Eddie Cahill (sezon 1 – 9) – pracuje w wydziale zabójstw i współpracuje z CSI. Nie ma wiele cierpliwości do podejrzanych. Przyjaźni się z Dannym Messerem. Pomaga mu, gdy jego brat wpada w kłopoty. W finale sezonu 2 zostaje poważnie ranny podczas wybuchu bomby (odcinek 24, Charge Of This Post). W serii 5 widzowie poznają jego siostrę, Samanthę, która ma problemy z alkoholem. Flack jest wściekły, kiedy dowiaduje się, że może ona być podejrzaną w sprawie napadu na bank i uprowadzeniu Maca (odcinek 1 serii 5, Veritas). W odcinku 13 zostaje oskarżony o użycie siły wobec świadka, który umarł podczas przesłuchania (5x13, Rush to Judgement). W serii 5 on i detektyw Jessica Angell są parą. Po śmierci Jessiki Don załamuje się. Jego depresja trwa długo (połowa 6 sezonu), jednak z pomocą przyjaciół udaje mu się wrócić do normalnego życia.
- Detektyw Lindsay Monroe – w tej roli Anna Belknap (sezon 2 – 9), do ekipy z NY dołączyła w 2 serii w odcinku Zoo York. Pochodzi z Bozeman w Montanie. Zdolna, pracowita, swoją pracę traktuje niezwykle poważnie. Przyjaźni się z Dannym Messerem, jednak odrzuca detektywa, gdy ten próbuje pogłębić łączące ich relacje. W 3 serii dowiadujemy się o jej kłopotach z matką. W odcinku Silent Night Lindsay mówi Stelli, że zamordowano kilkoro jej przyjaciół i ona była jedyną osobą, która przeżyła tę masakrę. Po procesie pozwala Danny’emu zbliżyć się do siebie, jednak w serii 4 zostaje przez niego odrzucona. Później jednak, kiedy ten przeprasza ją i chce, by do niego wróciła, zgadza się i przyjmuje przeprosiny. Według producentów serialu, to właśnie w odcinku 19 serii 4 poczęli oni swoje dziecko, pomimo że nie zostało to pokazane. W serii 5 wyjawia Danny’emu fakt, że jest z nim w ciąży. Gdy ten się jej oświadcza, ona mu odmawia twierdząc, że to nie jest właściwy moment. W odcinku 17 serii 5 Danny przekonuje ją, że to z nią chce spędzić resztę życia i ponownie jej się oświadcza, po czym biorą ślub. W odcinku 19 dowiadujemy się, że ich dziecko to dziewczynka, co jest szokiem dla Danny’ego, który spodziewał się syna. W odcinku 5x23 (Greater Good) Lindsay rodzi zdrową dziewczynkę. Lindsay wraz z Dannym i Lucy są szczęśliwi. Niestety, w finale 6 sezonu Shane Casey brutalnie wkracza do ich mieszkania, do pokoju dziecka. Słychać strzał. W odcinku 7x01 wyjaśnia się, kto do kogo strzelił.
- Koroner Sid Hammerback – w tej roli Robert Joy (sezon 2, 3 i 4 – występy gościnne; sezon 5 – 9), koroner na dziennej zmianie w biurze patologa, przybywa w zastępstwie dr Sheldona Hawkesa. Wiadomo, że jest rozwiedziony i ma dwie córki. Jego babcia pochodzi z Litwy, o czym dowiadujemy się pod koniec 5 sezonu. Omal nie umiera podczas sekcji, kiedy to został napromieniowany talem–201 (sezon 5, odcinek 2). W późniejszym odcinku jest załamany, kiedy dochodzi do aresztowania koronera nocnej zmiany, Marty’ego Pino, którego był zmuszony zwolnić (początek serii 2).
- Technik Laboratoryjny Adam Ross – w tej roli Aaron John Buckley (sezony 2, 3 i 4 – gościnnie; sezon 5 – 9) pochodzi z Phoenix w Arizona, teraz mieszka w Nowym Jorku. W odcinku 13 serii 3 dowiadujemy się, że nienawidzi niskich temperatur oraz śniegu. Randkował z jedną z Suicide Girls. Jego ojciec znęcał się nad nim fizycznie i psychicznie, dlatego czasem zachowuje się nieodpowiednio wobec Maca lub Stelli, którzy są dla niego autorytetami. Pod koniec serii 3 jest załamany, kiedy Mac wścieka się na niego za samowolne udostępnienie Wydziałowi Wewnętrznemu dowodów przeciwko Taylorowi. W serii 4 flirtuje z koleżanką z laboratorium, Kendall Novak. W serii 5 grozi mu utrata pracy wskutek cięć budżetowych w laboratorium (odcinek 6 seria 5). W 5 serii (23 odcinek) zszokowany odwozi do szpitala Lindsay, która zaczęła rodzić.
- Detektyw Stella Bonasera – w tej roli Melina Kanakaredes, sierota o grecko–włoskich korzeniach, jest całkowicie oddana swojej pracy. Przyjaźni się z detektywem Taylorem. Na końcu 2 serii napadł na nią chłopak, którego odrzuciła (odcinek 21, All Access), Stella zabija go w obronie własnej. W 3 serii stara się dojść do siebie po tych przeżyciach. W serii 5 prowadzi na własną rękę śledztwo w sprawie nielegalnego przemytu monet z czasów Filipa II do USA, ryzykując własną karierą (odcinek 11 serii 5, Forbidden Fruit). W odcinku 5x24 (Grounds For Deception) oddaje wściekłemu Macowi swoją odznakę (po tym, jak dowiedział się o jej prywatnym śledztwie w sprawie przemytu greckich monet) i wyjeżdża do Grecji, aby tam dotrzeć do prawdy. W 1 odcinku 7 serii z listu do Lindsay dowiadujemy się, że Stella rozpoczęła pracę w Nowym Orleanie jako szefowa laboratorium. Występowała w seriach: 1–6.

### Inne
- Peyton Driscoll, grana przez Claire Forlani,  koroner. W 3 serii związana z Makiem Taylorem. Po napadzie terrorystów z IRA na laboratorium nowojorskie (3x24, Snow Day) Mac wyjeżdża z nią do Londynu na 10 dni. Peyton miała bowiem przemawiać na konferencji patologów, a przy okazji chciała odwiedzić swoją rodzinę. W serii 4 przysyła Macowi list, w którym pisze, iż Londyn to jej dom i nie chce wracać do USA, dlatego powinni się rozstać (związek na odległość nie ma jej zdaniem sensu). Peyton wraca do NY pod koniec 6 sezonu.
- Detektyw Aiden Burn, grana przez Vanessę Ferlito, pochodzi z Brooklynu i posiada dużą zdolność do dostosowywania się do sytuacji. Zwolniona w serii 2. za narażanie reputacji laboratorium (rozważała podrzucenie dowodów w sprawie, którą prowadziła). W odcinku Heroes (2 seria) została zamordowana, jej ciało zostało spalone w skradzionym aucie.
- Detektyw Jessica Angell, grana przez Emmanuelle Vaugier. W CSI zadebiutowała w pierwszym odcinku 3. serii People with Money. Zastępowała det. Dona Flacka, gdy ten dochodził do zdrowia po operacji. Od serii 5 spotyka się z Donem Flackiem. W odcinku 5x13 (Rush To Judgement) dowiadujemy się, że ma 4 starszych braci. W finale sezonu 5 (Pay Up') zostaje zamordowana podczas porwania świadka.

## Lista odcinków
Od 6 marca 2009 na AXN emitowana była 5. seria serialu.
Po raz ostatni na antenie telewizji Polsat serial zagościł 27 sierpnia 2008 roku, w trakcie powtórek 2. sezonu. Emisja z nieznanych przyczyn została wstrzymana. Dalsza część 2. serii w Polsacie była emitowana od 8 stycznia 2009 roku. W 2011 roku piąty sezon emitowany był na antenie TV4. Edycja 6. sezonu rozpoczęła się 23 września 2009 w Stanach Zjednoczonych. Edycja 7. sezonu rozpoczęła się 24 września 2010 w Stanach Zjednoczonych. Premiera 7 sezonu w Polsce rozpoczęła się 3 marca na AXN. Premiera 8 sezonu miała miejsce 23 września w Stanach  Zjednoczonych. Pierwszy odcinek 9 sezonu został wyemitowany przez amerykańską stację CBS 28 września 2012 roku. Sezon zakończył się na 17 odcinku 22 lutego 2013.
Nie ma informacji czy serial będzie kontynuowany.
| Pilot   | Sezon 1    | Sezon 2    | Sezon 3    | Sezon 4     | Sezon 5     | Sezon 6    | Sezon 7    | Sezon 8     | Sezon 9     | Razem        |
| ------- | ---------- | ---------- | ---------- | ----------- | ----------- | ---------- | ---------- | ----------- | ----------- | ------------ |
| 1 pilot | 23 odcinki | 24 odcinki | 24 odcinki | 21 odcinków | 25 odcinków | 23 odcinki | 22 odcinki | 18 odcinków | 17 odcinków | 197 odcinków |

## Muzyka
- Piosenkę tytułową serialu wykonuje zespół The Who, a piosenka nazywa się Baba O’Riley
- Nelly Furtado – Maneater
- Nelly Furtado – All Good Things (Come to an End)
- Nicole Scherzinger – Whatever U Like
- The Black Eyed Peas – Boom Boom Pow
- Train – Hey, Soul Sister!
- Train – Calling all Angels
- Maroon 5 – Goodnight
- Florence and The Machine – No Light No Light
- Róisín Murphy – Ramalama Bang Bang